# U.S. International Figure Skating Classic de 2017
O U.S. International Figure Skating Classic de 2017 foi a sexta edição do U.S. International Figure Skating Classic, um evento anual de patinação artística no gelo, e que fez parte do Challenger Series de 2017–18. A competição foi disputada entre os dias 13 de setembro e 17 de setembro, na cidade de Salt Lake City, Utah, Estados Unidos.

## Eventos
- Individual masculino
- Individual feminino
- Duplas
- Dança no gelo

## Medalhistas
| Evento                        | Ouro                                               | Prata                                                  | Bronze                                       |
| Individual masculino detalhes | Nathan Chen · Estados Unidos                       | Max Aaron · Estados Unidos                             | Liam Firus · Canadá                          |
| Individual feminino detalhes  | Marin Honda · Japão                                | Mirai Nagasu · Estados Unidos                          | Karen Chen · Estados Unidos                  |
| Duplas detalhes               | Kirsten Moore-Towers · Michael Marinaro · Canadá   | Alexa Scimeca Knierim · Chris Knierim · Estados Unidos | Chelsea Liu · Brian Johnson · Estados Unidos |
| Dança no gelo detalhes        | Madison Hubbell · Zachary Donohue · Estados Unidos | Kaitlin Hawayek · Jean-Luc Baker · Estados Unidos      | Kana Muramoto · Chris Reed · Japão           |

## Resultados

### Individual masculino
| Pos.              | Nome             | Nacionalidade    | Pontos | PC         | PL          |
| ----------------- | ---------------- | ---------------- | ------ | ---------- | ----------- |
| Medalha de ouro   | Nathan Chen      | Estados Unidos   | 275.04 | 91.80 (1)  | 183.24 (1)  |
| Medalha de prata  | Max Aaron        | Estados Unidos   | 261.56 | 86.06 (2)  | 175.50 (2)  |
| Medalha de bronze | Liam Firus       | Canadá           | 248.29 | 83.46 (3)  | 164.83 (3)  |
| 4                 | Yaroslav Paniot  | Ucrânia          | 233.16 | 77.20 (6)  | 155.96 (4)  |
| 5                 | Kazuki Tomono    | Japão            | 225.30 | 69.88 (8)  | 155.42 (5)  |
| 6                 | Timothy Dolensky | Estados Unidos   | 214.94 | 78.75 (4)  | 136.19 (6)  |
| 7                 | Takahito Mura    | Japão            | 205.38 | 77.44 (5)  | 127.94 (8)  |
| 8                 | Sean Rabbitt     | Estados Unidos   | 204.46 | 68.60 (9)  | 135.86 (7)  |
| 9                 | Michal Březina   | República Tcheca | 193.95 | 75.78 (7)  | 118.17 (11) |
| 10                | Daniel Samohin   | Israel           | 191.20 | 64.74 (11) | 126.46 (9)  |
| 11                | Bennet Toman     | Canadá           | 188.31 | 66.96 (10) | 121.35 (10) |
| 12                | Jordan Dodds     | Austrália        | 152.70 | 51.19 (13) | 101.51 (12) |
| 13                | Andrew Dodds     | Austrália        | 143.24 | 58.44 (12) | 84.80 (13)  |
| 14                | Chih-Sheng Chang | Taipé Chinesa    | 114.68 | 36.40 (14) | 78.28 (14)  |

### Individual feminino
| Pos.              | Nome            | Nacionalidade  | Pontos | PC         | PL         |
| ----------------- | --------------- | -------------- | ------ | ---------- | ---------- |
| Medalha de ouro   | Marin Honda     | Japão          | 198.42 | 66.90 (1)  | 131.52 (1) |
| Medalha de prata  | Mirai Nagasu    | Estados Unidos | 183.54 | 63.81 (3)  | 119.73 (2) |
| Medalha de bronze | Karen Chen      | Estados Unidos | 182.32 | 66.18 (2)  | 116.14 (3) |
| 4                 | Kaori Sakamoto  | Japão          | 169.12 | 56.82 (5)  | 112.30 (4) |
| 5                 | Mariah Bell     | Estados Unidos | 168.66 | 60.68 (4)  | 107.98 (5) |
| 6                 | Alicia Pineault | Canadá         | 150.52 | 56.22 (6)  | 94.30 (6)  |
| 7                 | Brooklee Han    | Austrália      | 131.02 | 45.93 (8)  | 85.09 (7)  |
| 8                 | Michelle Long   | Canadá         | 119.98 | 44.67 (9)  | 75.31 (8)  |
| 9                 | Paige Rydberg   | Estados Unidos | 119.71 | 46.54 (7)  | 73.17 (10) |
| 10                | Aimee Buchanan  | Israel         | 107.78 | 33.71 (10) | 74.07 (9)  |

### Duplas
| Pos.              | Nome                                    | Nacionalidade  | Pontos | PC        | PL         |
| ----------------- | --------------------------------------- | -------------- | ------ | --------- | ---------- |
| Medalha de ouro   | Kirsten Moore-Towers / Michael Marinaro | Canadá         | 188.76 | 65.76 (1) | 123.00 (2) |
| Medalha de prata  | Alexa Scimeca Knierim / Chris Knierim   | Estados Unidos | 186.08 | 61.32 (3) | 124.76 (1) |
| Medalha de bronze | Chelsea Liu / Brian Johnson             | Estados Unidos | 181.40 | 61.46 (2) | 119.94 (3) |
| 4                 | Haven Denney / Brandon Frazier          | Estados Unidos | 168.47 | 55.26 (7) | 113.21 (4) |
| 5                 | Paige Conners / Evgeni Krasnopolski     | Israel         | 165.38 | 57.92 (5) | 107.46 (6) |
| 6                 | Deanna Stellato / Nathan Bartholomay    | Estados Unidos | 165.36 | 58.24 (4) | 107.12 (7) |
| 7                 | Sydney Kolodziej / Maxime Deschamps     | Canadá         | 164.32 | 55.54 (6) | 108.78 (5) |
| 8                 | Sumire Suto / Francis Boudreau-Audet    | Japão          | 153.60 | 50.60 (8) | 103.00 (8) |
| 9                 | Paris Stephens / Matthew Dodds          | Austrália      | 84.84  | 27.32 (9) | 57.52 (9)  |

### Dança no gelo
| Pos.              | Nome                                         | Nacionalidade  | Pontos | DC        | DL         |
| ----------------- | -------------------------------------------- | -------------- | ------ | --------- | ---------- |
| Medalha de ouro   | Madison Hubbell / Zachary Donohue            | Estados Unidos | 178.80 | 71.15 (1) | 107.65 (1) |
| Medalha de prata  | Kaitlin Hawayek / Jean-Luc Baker             | Estados Unidos | 153.55 | 56.65 (3) | 96.90 (2)  |
| Medalha de bronze | Kana Muramoto / Chris Reed                   | Japão          | 151.45 | 60.00 (2) | 91.45 (3)  |
| 4                 | Laurence Fournier Beaudry / Nikolaj Sorensen | Dinamarca      | 141.71 | 54.23 (4) | 87.48 (4)  |
| 5                 | Carolane Soucisse / Shane Firus              | Canadá         | 137.43 | 52.16 (5) | 85.27 (5)  |
| 6                 | Tina Garabedian / Simon Proulx-Senecal       | Armênia        | 133.26 | 51.60 (6) | 81.66 (7)  |
| 7                 | Olivia Smart / Adria Diaz                    | Espanha        | 132.13 | 48.15 (8) | 83.98 (6)  |
| 8                 | Julia Biechler / Damian Dodge                | Estados Unidos | 127.12 | 50.36 (7) | 76.76 (8)  |
| 9                 | Adel Tankova / Ronald Zilberberg             | Israel         | 102.59 | 40.26 (9) | 62.33 (9)  |

## Quadro de medalhas
| Ordem | País           | Medalha de ouro | Medalha de prata | Medalha de bronze |    | Ordem por total |
| ----- | -------------- | --------------- | ---------------- | ----------------- | -- | --------------- |
| 1     | Estados Unidos | 2               | 4                | 2                 | 8  | 1               |
| 2     | Canadá         | 1               |                  | 1                 | 2  | 2               |
| 2     | Japão          | 1               |                  | 1                 | 2  | 2               |
| TOTAL | TOTAL          | 4               | 4                | 4                 | 12 | —               |